# Центральноамериканский жёлоб
Центральноамериканский жёлоб (исп. Fosa Mesoamericana) — глубоководный жёлоб в Тихом океане, вдоль западного берега Центральной Америки (от центральной части Мексики до Коста-Рики). Площадь около 96 тысяч квадратных километров.

## География
Протяжённость депрессии составляет около 3000 км. На северо-западе выклинивается чуть севернее 20° с. ш., на юго-востоке оканчивается у подножия вала Кокос.
Узкое плоское дно жёлоба разделено невысокими порогами на несколько котловин глубиной 4500—6500 м.
Максимальная глубина достигает 6639 м.